# Nelly Furtado
Nelly Kim Furtado (født 2. december 1978) er en canadisk sangerinde og sangskriver af portugisisk herkomst, instrumentalist og musikproducer.
Furtado blev berømt i 2000 med udgivelsen af hendes debutalbum Whoa, Nelly!, der indeholdt den Grammy Award-vindende single "I'm Like a Bird". Efter fødslen af hendes datter Nevis og udgivelsen af hendes mindre succesfulde album Folklore (fra 2003), vendte hun tilbage til berømmelsen i 2006 med udgivelsen af albummet Loose og dets hitsingler "Promiscuous" og "Maneater".
Furtado er kendt for sin eksperimenteren med forskellige instrumenter, lyde, genrer, sprog og sangstile. Denne aldsidighed er et resultat af hendes brede musiksmag og hendes interesse for forskellige kulturer.

## Diskografi

### Album
- 2000: Whoa, Nelly!
- 2003: Folklore
- 2006: Loose
- 2009: Mi Plan
- 2012: The Spirit Indestructible
- 2017: The Ride
- 2024: 7

### Singler
- 2000: "I'm Like a Bird"
- 2001: "Turn Off the Light"
- 2001: "...On the Radio (Remember the Days)"
- 2002: "Hey, Man!"
- 2002: "Trynna Finda Way"
- 2002: "Legend"
- 2003: "Powerless (Say What You Want)"
- 2004: "Try"
- 2004: "Forca"
- 2004: "Explode"
- 2005: "The Grass Is Green"
- 2006: "No Hay Igual"
- 2006: "Maneater"
- 2006: "Promiscuous" (med Timbaland)
- 2006: "All Good Things (Come To An End)"
- 2006: "Say It Right"
- 2006: "Showtime"
- 2007: "Give It to Me" (Timbaland med Nelly Furtado og Justin Timberlake)
- 2007: "In God's Hands"
- 2007: "Lo Bueno Siempre Tine Un Fina"
- 2007: "En Las Manos De Dios"
- 2007: "Do It"
- 2008: "Broken Strings" (James Morrison & Nelly Furtado)
- 2009: "Manos al Aire"
- 2012: "Spirit Indestructible*
- 2012: "Big Hoops (Bigger The Better)"

## Privatliv
Nelly blev gift med lydteknikeren Demacio "Demo" Castellon den 19. juli 2008 og separeret fra ham i sommeren 2016.